# Legija IV Flavija
Legio IIII Flavia Felix odn. Legija IV Flavija Feliks ("srećna Flavijevska legija"), bila je rimska legija koju je 70. godine regrutovao Vespazijan, od ostataka Legije IV Makedonike. Legija je bila aktivna u Gornjoj Meziji do 4. veka. Simbol legije je bio lav.
Legija IIII Macedonica se loše pokazala tokom Batavske pobune, a osim toga je podržavala Vitelija nekoliko godina ranije. Zato Vespazijan raspušta Makedoniku i formira novu Četvrtu legiju i naziva je Flavia Felix po svom nomenu, Flavia. Na osnovu toga što je simbol legije lav, verovatno je formirana u julu ili avgustu 70.
IVFlavia Felix je prvo bila ulogorena u Burnumu, u Dalmaciji (kod današnjih Kistanja), gde je smenila XI Klaudiju. Posle dačanske invazije 86, car Domicijan je premestio legiju u Gornju Meziju, u Singidunum, ali ima nekih dokaza o prisustvu ove legije, tj. jedne njene veksilacije u Viminaciju (Stari Kostolac kod Požarevca), inače logoru VII Klaudije. Četvrta legija je 88. učestvovala u uzvratnoj invaziji na Dakiju; takođe je učestvovala u Trajanovim Dačanskim ratovima, koji su se završili pobedom u bici kod Tape. Opet se borila 165. protiv Partijskog carstva, pod Lucijem Verom, suvladarom Marka Aurelija. 
Tokom Markomanskih ratova (166-180), Četvrta se borila na Dunavu protiv germanskih plemena.
Posle Pertinaksove smrti, IV Flavia Feliks je podržala Septimija Severa, protiv njegovih rivala (Pescenije Niger i Klodije Albin).
Moguće je da se legija borila i u nekom od ratova protiv Sasanida, ali je ostala u Gornjoj Meziji bar do prve polovine 4. veka.

## Spoljašnje veze
- Putevi rimskih imperatora: Na kapiji Singidunuma, RTS Kulturno - umetnički program - Zvanični kanal
- (језик: енглески)

## U popularnoj kulturi
- U filmu Gladijator, general Maksimus Decimus Meridius se predstavlja kao "zapovednik legije Feliks".